# Paprskovec skalní
Paprskovec skalní (Pentactina rupicola) je druh rostliny z čeledi růžovité a jediný druh rodu paprskovec (Pentactina). Je to poléhavý, opadavý jemný keř s bílými květy v pohledných hroznovitých květenstvích. Květy jsou nápadné úzkými korunními lístky. Druh se vyskytuje jako endemit v Severní Koreji a dosud je znám pouze z hory Geumgang.

## Popis
Paprskovec skalní je opadavý, poléhavý, až 70 cm vysoký keř s tenkými kmínky a převislými větvemi. Mladé letorosty jsou hranaté. Listy jsou 2 až 3 cm dlouhé, eliptické nebo kopinaté, hrubě laločnatě zubaté, se zpeřenou žilnatinou. Květy jsou bílé, drobné, pětičetné, uspořádané v 6 až 8 cm dlouhých nících hroznovitých květenstvích. Korunní lístky jsou dlouhé a úzce čárkovité. Kvete v červnu.

## Rozšíření
Paprskovec skalní je endemit Koreje. Byl dosud nalezen pouze na hoře Geumgang v provincii Gangwon v Severní Koreji. Roste na skalnatých stanovištích v nadmořských výškách od 400 do 800 metrů.

## Taxonomie
Rod Pentactina je řazen v rámci čeledi růžovité do podčeledi Amygdaloideae a tribu Spiraeeae. Podle výsledků fylogenetické studie z roku 2011 je nejblíže příbuznou skupinou rod Petrophytum. Oba tyto rody pak tvoří sesterskou větev rodu Spiraea (tavolník). Někteří taxonomové řadili druh Pentactina rupicola do rodu Spiraea. Je to opomíjený rod, uváděný pouze v některých plantlistech (např. ), zatímco jiné jej neuvádějí ani v synonymech ().

## Význam
Keř lze použít jako okrasnou rostlinu. V ČR je naprosto otužilý. Má jen sbírkový význam. Druh není uváděn ze žádné české botanické zahrady.